# O RLY?

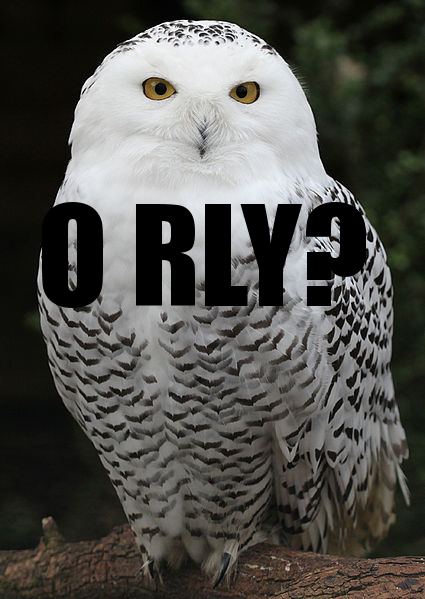
Esempio di "O RLY?"

O RLY? (a volte riportato O RLY) è un fenomeno di internet. Esso si è diffuso nei forum virtuali e consiste nel rispondere a una dichiarazione ovvia, prevedibile, o palesemente falsa, solitamente in modo sarcastico, con l'immagine di una civetta delle nevi affiancata alla scritta "O RLY?" (abbreviazione di "Oh, really?") Può capitare che, per presentare punti di vista diversi, vengano usate come risposta altre immagini di gufi con le scritte "YA RLY" (Sì, davvero.), "NO WAI!!" (Assolutamente no!) e "NO RLY." (Non proprio.)

## Storia
Si presume che la frase "O RLY?" sia stata utilizzata per la prima volta nei forum di Something Awful nel mese di agosto del 2003. L'originale "O RLY?" presenta la fotografia di un gufo delle nevi immortalato da John White, che ha pubblicato l'immagine nel newsgroup alt.binaries.pictures.animals nel 2001. Secondo White, l'espressione del gufo nella foto era dovuta all'uccello che ansimava per rinfrescarsi allo stesso modo di un cane. L'espressione facciale del gufo è stata comicamente interpretata da un utente non identificato per dire "oh davvero?", che, di conseguenza, ha aggiunto la scritta "O RLY?" è stata aggiunta a caratteri grandi nella parte inferiore dell'immagine. L'immagine si diffuse rapidamente su Internet, venendo utilizzata per esprimere incredulità, e con essa altre immagini di gufi accompagnate da frasi quali "YA RLY", "NO WAI!" e "SRSLY?" utilizzate come controrisposta. Al di fuori dei forum su Internet, "O RLY?" è stato referenziato in vari videogiochi, tra cui World of Warcraft in cui i personaggi O'Reely e Yarly sono rispettivamente dei riferimenti a "O RLY?" e "YA RLY!".
Nel 2006, la società anti-virus Sophos ha scoperto un worm informatico noto come "W32 / Hoots-A", che invia un'immagine grafica di un gufo delle nevi con le lettere "O RLY?" a una coda di stampa quando infetta un computer associato a Windows.